# Gräberfeld Andelfingen
Koordinaten: 47° 35′ 28,4″ N, 8° 39′ 53″ O; CH1903: 692222 / 271890
Das Gräberfeld Andelfingen ist ein archäologischer Fund bei Andelfingen im schweizerischen Kanton Zürich. An der Fundstelle Hoch-Laufen  wurden 1911 ein Gräberfeld und eine Wallanlage aus der Latènezeit entdeckt.

## Lage
Die Fundstelle befindet sich ungefähr einen Kilometer westlich des Bahnhofs auf einem Plateau, das Laufen genannt wird. Es weist auf drei Seiten einen natürlichen Schutz auf, weshalb es wahrscheinlich Standort einer Festung war. Gegen Norden fällt das Plateau in sehr steilen bewaldeten Hängen zum ungefähr 50 m tiefer liegenden Grund des Thurtals ab, im Westen wird es von den fast senkrechten Flanken des Tals des Schüepbach begrenzt. Gegen Süden schliesst sich eine Bodensenke an, einzig gegen Osten war das Plateau offen. Diese Seite war durch einen Graben geschützt, der von Nord nach Süd über das Plateau verlief. Das Gräberfeld befindet sich aber ausserhalb des befestigten Bereichs auf der Ostseite des Grabens.

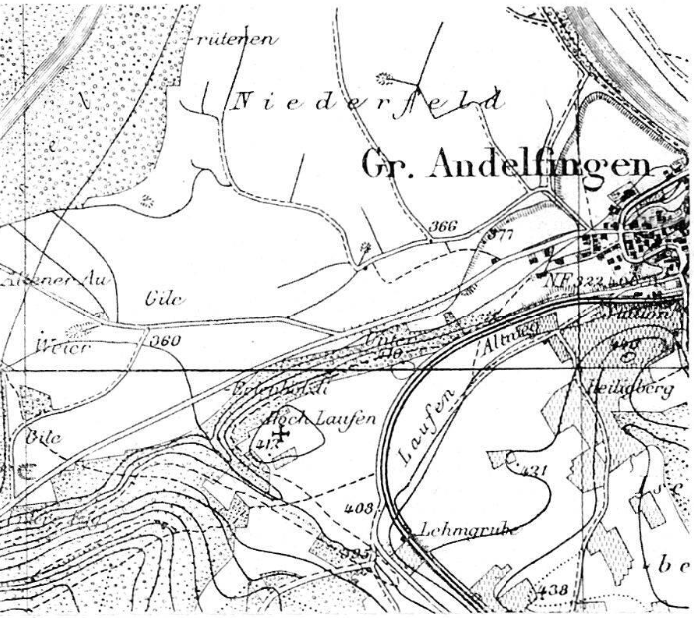
Lageplan der Fundstelle
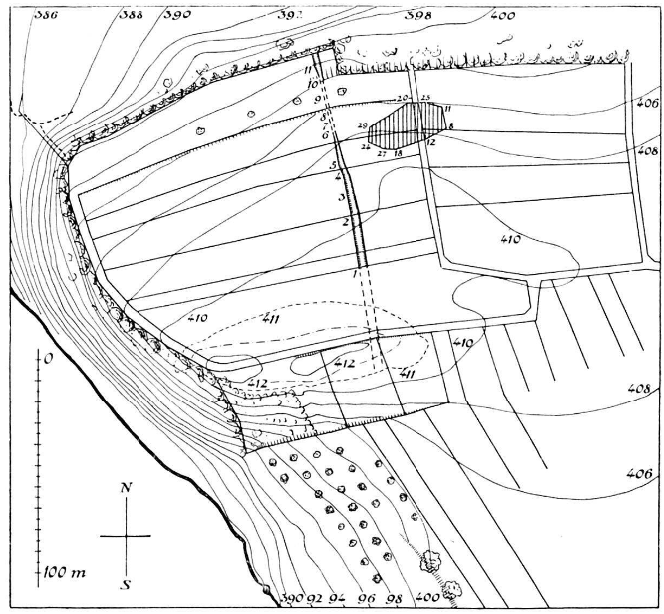
Fundstelle mit eingezeichnetem Graben und Gräberfeld

## Geschichte des Fundorts
Soldaten der Genietruppe stiessen 1911 bei Grabungsarbeiten auf zwei keltische Gräber. Unter der Leitung von David Viollier liess das Schweizerische Landesmuseum weitere Grabungsarbeiten ausführen, bei denen 29 teils reich ausgestattete Gräber aus der Latènezeit gefunden wurden. Sie konnten anhand der Grabbeigaben der Zeit von 420 v. Chr. bis 220 v. Chr. zugeordnet werden, in der Flachgräber die Grabhügel der Hallstattzeit ablösten.

## Funde
Die meisten der 29 Gräber sind in Nord-Süd-Richtung angelegt und bilden fünf Gräberbezirke – zwei Bezirke für Frauen im Südwesten und je einen Männer-, Frauen- und Kinderbezirk im Nordosten. Die Leichen wurden mit wenigen Ausnahmen mit dem Kopf nach Süden bestattet. Sie waren vollständig bekleidet und mit ihrem gesamten Schmuck ausgestattet. Nur zwei Leichen hatten keine Grabbeigaben.
Der Grabbeigabe bestand aus bronzenen Fibeln zum Verschliessen der Kleidung, metallenen Halsreifen, die als Torques bezeichnet werden, Ketten und Reifen für die Beine und Fingerringen. Waffen und Töpferwaren fehlten. Die Fibeln waren meist aus Bronze gefertigt, einige wenige aus Eisen. Sie sind teilweise mit einer geformten Scheibe aus rotem Email verziert, andere haben anstelle dieser Scheibe einen massiven Knopf. Frauengräber hatten wesentlich mehr Grabbeigaben als Männer- und Kindergräber.